# Vilablareix
Vilablareix (in catalano standard pronunciato [biɫəbləˈɾeʃ]) è un comune spagnolo di 2 034 abitanti situato nella comunità autonoma della Catalogna.